# Krajowe Przedstawicielstwo Emerytów i Rencistów
Krajowe Przedstawicielstwo Emerytów i Rencistów (właśc. Krajowe Przedstawicielstwo Emerytów, Rencistów i Osób Niepełnosprawnych "Związek Stowarzyszeń) – stowarzyszenie powstałe w 1991 r., będące związkiem 26 organizacji zrzeszających emerytów, rencistów, kombatantów oraz wiele osób niepełnosprawnych. Celem Przedstawicielstwa jest reprezentowanie interesów osób starszych i niepełnosprawnych. Współpracuje z organizacjami o podobnym zakresie działania oraz zawiera porozumienia z innymi organizacjami krajowymi i międzynarodowymi.